# Frente Islámico Nacional (Sudán)

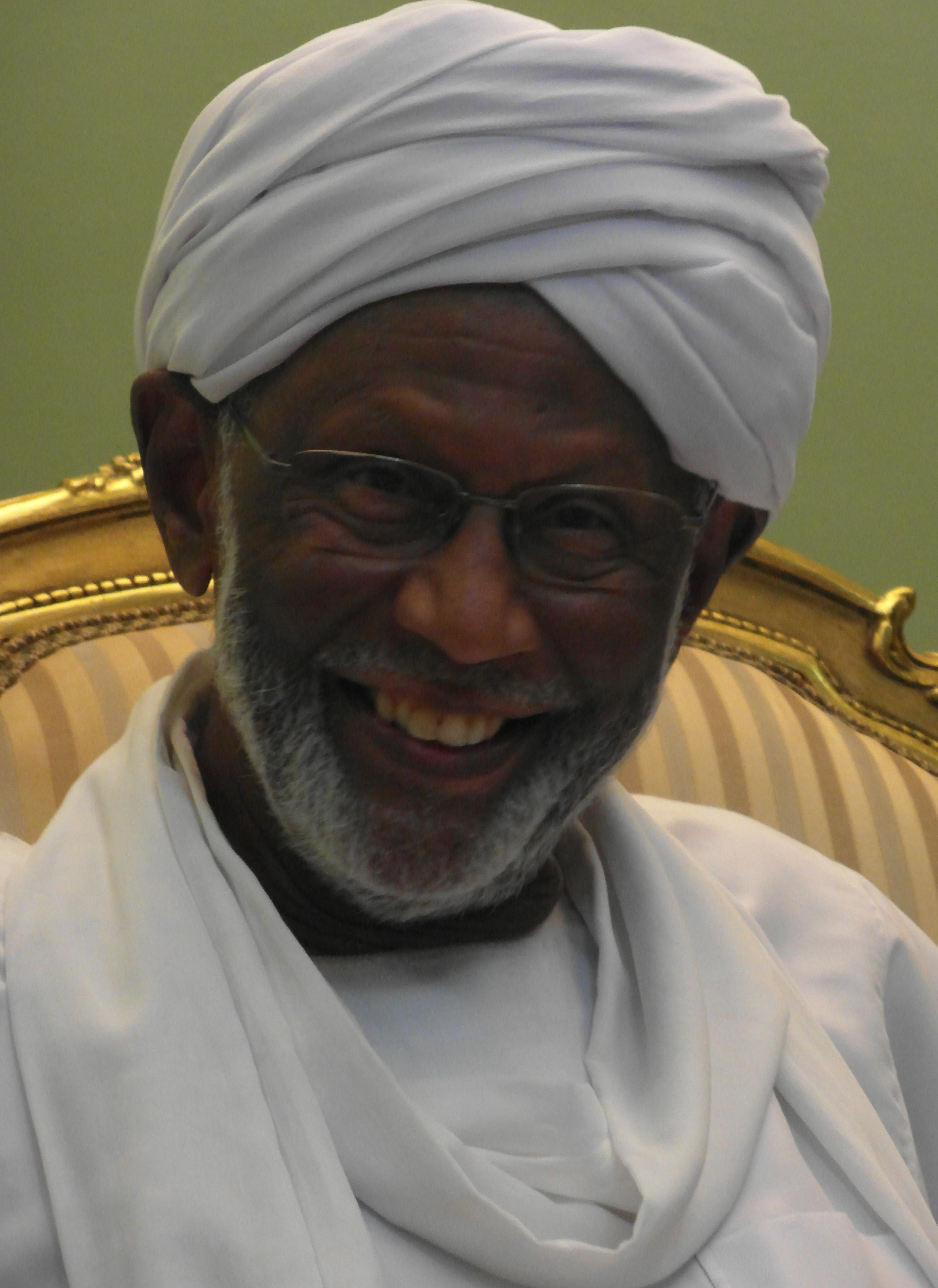
Hassan Al Turabi

El Frente Islámico nacional (FIN), Hasan al-Turabi es un partido islamista renovador, fundado en 1985 por Hasan Al- Turabi en Sudán . Se desintegró tras el golpe de Estado en 30 de junio de 1989 liderado por Umar Hassan Ahmad Al Bashir.

## Contexto histórico
El islam político en Sudán siempre ha mostrado interés en poner hincapié en la reislamización de la sociedad como un modelo de contraposición al modelo liberal. Hasan Al Turabi, sentará las bases para iniciar la islamización en su ensayo “AL Haraka al islamiya fi al sudan”, el movimiento islamista en el Sudán, en donde expone su proyecto de civilización islámica. En este contexto se verá muy ligado con la aparición de los Hermanos Musulmanes en Egipto. Un proyecto, en el cual se verá propugnado por el Frente islámico nacional y posteriormente por el Congreso Nacional.
El islamismo en Sudán experimentó una rica evolución en sus primeros momentos, tanto en su estructura como en su estrategia política, en un contexto de grandes cambios sociales y políticos. El ideario de Los Hermanos Musulmanes en Egipto fundado por Hassan Al-Banna en 1928, tuvo eco en distintos países de la zona, en concreto dentro de la élite intelectual y los círculos universitarios. (Rodrigo, 2011: 157). Sudán será uno de estos países que verán en este ideario la única alternativa para alcanzar la independencia. La llegada del islamismo a Sudán fue a través de los estudiantes sudaneses que entraron en contacto con los Hermanos Musulmanes y la instalación algunos dirigentes islamistas egipcios en el país.  Como resultado, aparecerá el Movimiento de Liberación Islámica, que se califica como un islamismo sudanés.

### Los Hermanos Musulmanes en Sudán
Se formó el primer comité de los Hermanos Musulmanes entre 1944-1945. Comenzó con la distribución de la literatura egipcia en la esfera sudanesa. En 1952, el comité empezó a trabajar de forma conjunta con los Hermanos Musulmanes de Egipto. Se celebró el primer congreso general del movimiento islamista sudanés en 1954 y se declaró oficialmente organización aislada a su homóloga cairota. Este movimiento dejará de ser un movimiento meramente estudiantil y educativo y mutará a un movimiento con aspiraciones políticas y un programa que compite con los otros partidos y participa en los debates nacionales. En este debate y en concreto sobre el sistema jurídico, lanzaron un doble llamamiento: la elaboración de una constitución islámica y la islamización de todas las estructuras, incluyendo el sistema judicial. Con el fin de lograr ese peso político, se creó en diciembre de 1955 El Frente islámico de la Constitución. Se trata de una suerte coyuntural entre organizaciones políticas y religiosas, entre ellas las dos tariqas Jatmiyya y al Ansar que lideran los dos partidos tradicionalistas; el Partido democrático del pueblo y Al-Umma. Esta coalición político-islamista se verá interrumpida por el golpe de Estado del general Ibrahim Abbud en 1958 quien abolió la Constitución y reprimió cualquier oposición política.

### La creación del Frente de la Carta Islámica
La preocupación de los islamistas y el descontento de la esfera social condujo al derrocamiento del gobierno autoritario de Abbud en 1964, en manos del Frente de la Carta Islámica que fue creado en octubre del mismo año.  Lo formaban los Hermanos Musulmanes, el grupo Salafí Ansar Al- Sunna Al Muhammadiya y algunos dirigentes del Partido Nacional de la Umma, así como otros partidos minoritarios de orientación islamista y cofradías sufíes. Tras este acontecimiento se elegirá al pensador y político Hasan Al Turabi, como secretario general del Frente y de la organización recién creada y que tendrá un rol importante en el proceso de islamización.
El Frente se definía como una organización islámica cuyo objetivo radica en crear una sociedad musulmana sobre la que se edifica un gobierno musulmán. Definía al islam como sistema de vida que debería ser plasmado en la sociedad sudanesa, la sharía como base del sistema del gobierno, la shura como herramienta de consulta y la libertad de formación de partidos como parte de la naturaleza política de la sociedad islámica. Cabe mencionar que este movimiento liderado por Al Turabi se concentra en Sur del país, ya que el norte está habitado por mayorías no musulmanas.

### El golpe de Estado de Numeyri y la aparición del Frente Nacional

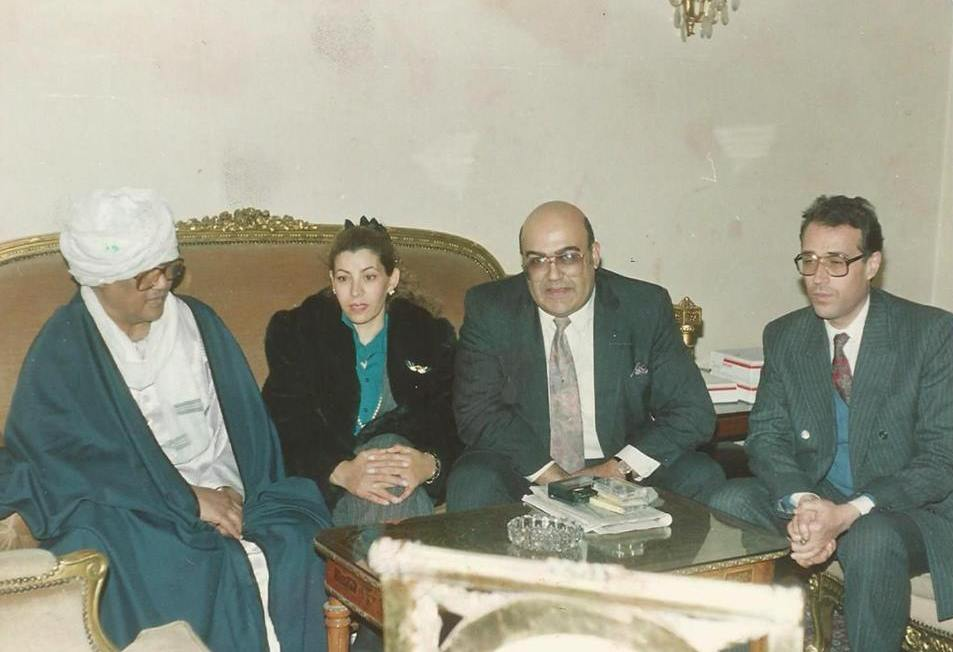
Yaafar Al Numeyri en una reunión con la delegación egipcia

En 1969 dará lugar a un nuevo golpe de Estado liderado por el coronel Yaafar Numeyri, de orientación socialista, panarabista e influenciado principalmente por el naserismo. Fue apoyado por el Partido comunista y los sindicatos obreros controlados por el partido. Al igual que la relación del socialismo con el islamismo, se verá al movimiento islamista un enemigo, lo que supuso su ilegalización. El nuevo régimen consideraba a los movimientos islamistas como una rémora para la modernización del Estado. Comenzó una represión contra los partidos islamistas, entre ellos el Partido de la Umma, tanto dentro del país como fuera. Se constituyó en 1974 un Frente de oposición al régimen, el Frente Nacional, que protagonizó la lucha política y armada hasta la reconciliación nacional 1977.  Una reconciliación que vino forzada por la pérdida del apoyo comunista al régimen y la necesidad de buscar un nuevo comodín.
Tras la ruptura del régimen de Numeyri con los comunistas, necesitaba una legitimidad popular que le permite perdurar en el gobierno. De allí, se verá obligado a dirigirse a las pequeñas cofradías con el fin de encontrar apoyos. Conllevó consigo una progresiva islamización del régimen. Numeyri empezó a ver la islamización como su nave de rescate. Frenó progresivamente las persecuciones contra los movimientos islamista como los partidos de al- Umma y Unionista Democrático. Empezó a utilizar un lenguaje religioso, debido a que el impacto del lenguaje islámico en la esfera pública era mucho mayor.
La estrategia de Numeyri fue intensificar las manifestaciones de religiosidad e islamismo del régimen manteniendo a raya a los partidos tradicionales, acabando con la popularidad de las dos grandes cofradías y de su acción política. Este cambio se fue reflejado con la creación de un nuevo ministro y nuevas directrices; ministerio de Asuntos religiosos y Bienes Píos y la directriz de “la jefatura ortodoxa”. En una acción similar a la de Nasser y Sadat en Egipto. El cambio más importante se reflejó en la revisión de la legislación para armonizarla con los valores religiosos, proclamando a la sharía como fuente principal de la legislación, Así como la inauguración del Banco islámico Faisal en Jartum en 1973 que supuso el inicio de un intento de islamización de la economía y un nuevo comienzo para la influencia del régimen saudí en Sudán.

## El islamismo en el régimen de Numeyri
El cambio de Numeyri del comunismo-socialista al islamismo, supuso una presión por parte de la monarquía saudí y de la administración de los EE. UU. de firmar un acuerdo de reconciliación nacional con el movimiento islamista. Por ello, el movimiento islamista y por primera vez desde su constitución entrará en contacto de manera directa con el poder.
Esta nueva reconciliación por una parte supuso un balón de oxígeno para el régimen y, por otro lado, permitió al movimiento islamista dirigido por Al-Turabi tener la primera experiencia política en el poder.  El precio por pagar para esta nueva dirigencia fue la desaparición de los Hermanos Musulmanes como del Frente de la Carta Islámica, ya que había aceptado en el pacto de reconciliación la existencia de un único partido, La Unión Socialista Sudanesa liderada por Numeyri. Con lo cual el sistema de partidos en los años setenta se consideraba un sistema unipartidista. Mientras tanto algunos miembros del movimiento islamista tuvieron cargos, de ellos Al-Turabi que fue elegido miembro de la Oficina Política de la Unión Socialista Sudanesa, representado así el nuevo paradigma ideológico del partido. A finales de los setenta, fue nombrado supervisor de la provincia occidental de Darfur y en 1979 fiscal general.
Tras ganar Numeiry las elecciones de 1977, se redactó una nueva constitución en donde Al Turabi fue nombrado miembro de la comisión encargada de revisar la legislación y armonizarla con la sharía. Se convertirá en la principal fuente de la legislación junto al derecho consuetudinario.  Al- Tubari era partidario de una progresiva islamización de la legislación utilizando el ijtihad (el esfuerzo racional), de manera que armonizara con las nuevas circunstancias de la época.

### Las leyes de septiembre
Las leyes de septiembre son conocidas en Sudán, tanto por parte de los historiadores como de los islamistas, como leyes represivas que hacen del islam su instrumento. Son leyes dictadas por Numeyri para frenar y controlar los restos del movimiento islamista dentro de la sociedad, declarando a muchos de sus activistas como apóstatas, incluso Hassan al Turabi y sus aliados intentaron apropiarse de estas decisiones. Por otro lado, los defensores de un método progresivo en la aplicación de la sharía y la islamización de las leyes se vieron sorprendidos ante esta declaración que representaba la intencionalidad del régimen y la instrumentalización del islamismo como herramienta de control.

### La economía islamista
Otro sector importante que se verá afectado por esta islamización, es el sector económico. Al Tubari señala que la época de la reconciliación fue la de “la economía islamista”. El Shayj consideró este logro como el único en su género, siendo el único país que aplica la sharía en cuestiones bancarias, imponiendo la limosna como una obligación. La expansión de la economía islámica en Sudán fue promovida por Al- Saud, que trajo consigo su influencia político-religiosa que se reflejó en el régimen de Numeyri progresivamente.
El triunfo de la economía islámica se plasmó en los resultados electorales del país. Gracias a los beneficios obtenidos de esa limosna impuesta, sirvieron de propaganda dentro de la esfera social para acentuar sobre su participación en la construcción del país a través de esos fondos bancarios que han conllevado a la creación de nuevas escuelas, clínicas, mezquitas…. Además, el activismo islamista se amplió con la incorporación de las mujeres en proceso de reforma, así como la creación de organizaciones sectoriales “feministas” islámicas. Se llevó a cabo una amplia red de proyectos islamistas, como parte de la nueva estrategia de Al-Turabi. Puso énfasis en contactar con el mayor número de sectores sociales abriéndose a diferentes grupos y al mismo tiempo alejándose del régimen de Numeiry, iniciando una primera ruptura interna dentro del régimen.

## El nacimiento de FIN
El carácter aperturista de Al- Turabri a los distintos grupos de la sociedad, creó la idea de la flexibilidad del compromiso, lo que permitió al exsecretario de los Hermanos Musulmanes, crear el primer Frente popular en la época de Numeiry, el Frente Islámico Nacional en 1985. La nueva formación plasmaba la idea fundamental que defendía; “un proyecto de civilización islámica”.
Poco después de su constitución, el FIN publicó en 1987 la denominada “Carta de Sudán: Unidad y diversidad”. Resumía su concepción del Estado nación basada en dos fundamentos esenciales: la unidad, representada en los valores religiosos y humanos comunes, en la coexistencia, la solidaridad, el patriotismo y la libertad del credo; y la diversidad por la multiplicidad de las pertenencias religiosas y culturales.  Esta carta era la definición detallada del partido y la exposición teórica de su proyecto social.
El FIN (Frente Islámico Nacional), se enmarca como un movimiento presente en todo el mundo islámico. Se autocalifica como un movimiento renovador, que pretende revitalizar las tradiciones religiosas de épocas pasadas retornando, al Salaf, los primeros fundamentalistas a través del “tajdid”, la renovación.

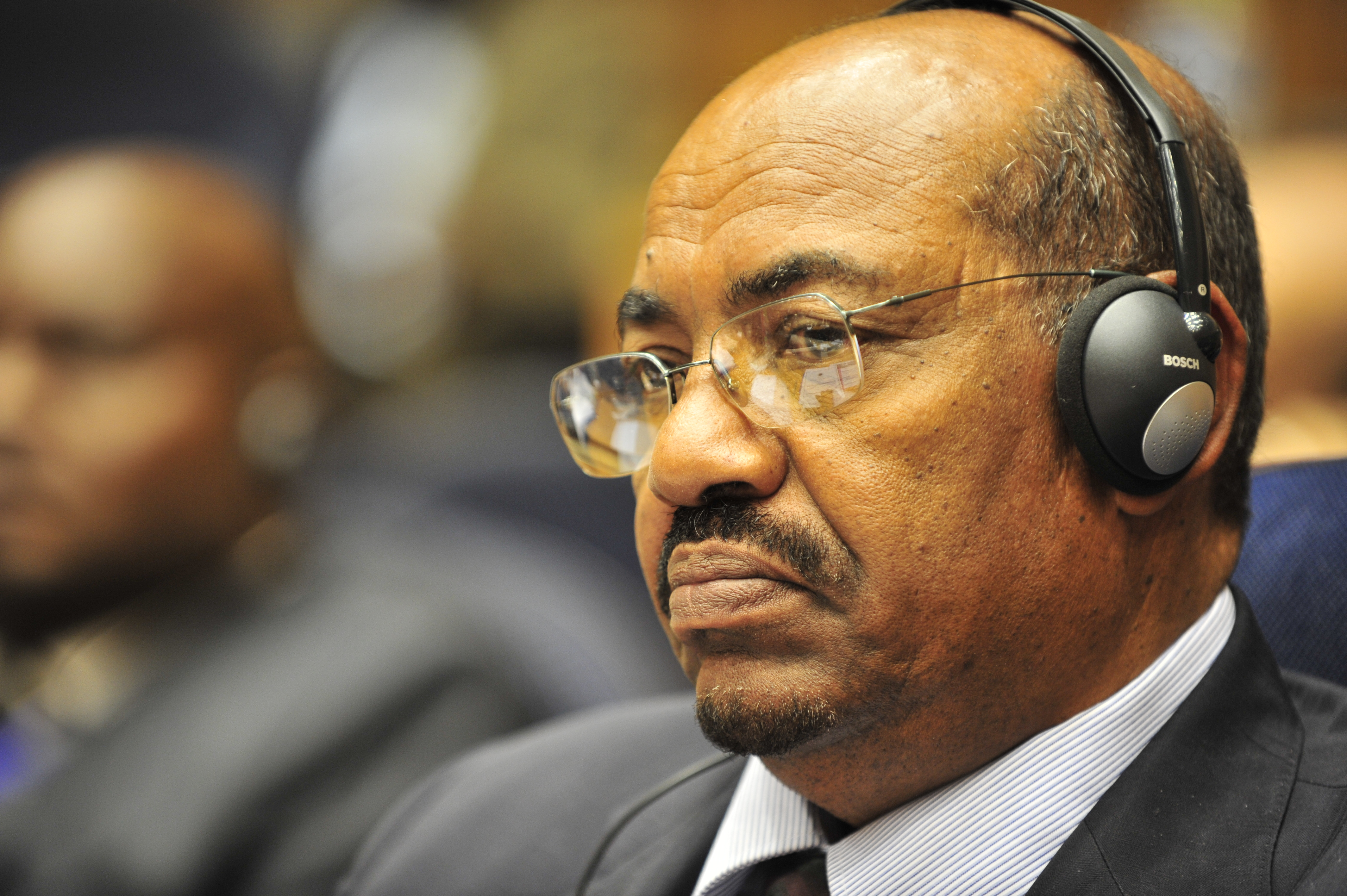
Omar Al Bachir

El Frente se inclinaba ante elementos comunes en todas las religiones. Consideraba que la religión no debe ser un factor discriminatorio frente a las otras confesiones, ya que defendían la multirreligiosidad como parte del pluralismo étnico y religioso del país. El carácter público del FIN hizo de él un partido de masas que circulaba en torno a la arabidad, la africanidad y la humanidad. En cuanto a su política, el Frente se basaba en la sharía, como doctrina principal. El Frente luchó por la integración de la religión en todos los campos desde la educación hasta la economía, de manera que se vio reflejado en su lema “La Constitución islámica, el Estado y la religión son uno”. Fue un foco de atracción para jóvenes educados e intelectuales lo que amplió más su fuerza frente a los dos partidos tradicionales la Umma y Unionista Democrático . Este partido modernista llevó a cabo manifestaciones multitudinarias contra el gobierno de Numeyri. Se presentaba como el único defensor del pueblo y de su unidad frente a las guerrillas del sur de carácter socialista del Movimiento Popular de Sudán. Asimismo, apoyaba las manifestaciones del norte que expresaban su descontento hacia la marginación estructurada llevada a cabo por el gobierno y su imposición de tomar decisiones dentro de la cámara parlamentaria. Muhammad Utman Al-Migrani, líder del Partido Unionista Democrático, tomó la iniciativa de las negociaciones con el Movimiento Popular de Liberación de Sudán firmando el preacuerdo de paz en noviembre de 1988. En una búsqueda de protagonismo tras el acercamiento de Al Sadeq Al-Mahdi primer ministro y máximo dirigente de al- Umma y Al Turabi líder del FNI.
El acuerdo de paz entrará en vigor en el 31 de diciembre del mismo año en donde se señalaba los siguientes puntos: congelación de la sharía hasta la celebración de la conferencia constitucional, anulación de los acuerdos militares con los otros países y la declaración del alto fuego en el sur, así como el apoyo de todas las fuerzas políticas. El acuerdo fue contestado por las calles y rechazado por diputados de la Umma y del Frente, lo que supuso la retirada del Partido Unionista Democrático de la coalición del gobierno. Esta retirada no frenó la anulación de los acuerdos. Los diputados de los dos partidos (la Umma y el Frente) seguían boicoteando las sesiones parlamentarias, mientras tanto al-Turabi intentaba dar al conflicto armado más peso, dándole esa dimensión religiosa a través del llamamiento a la yihad.  Este caldo cultivo dará inicio a una nueva etapa del islam político inaugurada por un golpe de Estado de 1989 liderado por el teniente general Umar Hassan Ahmad Al Bashir, un golpe que se autocalificó como “revolución de salvación nacional”.

## La desintegración del FIN y la aparición del Congreso Nacional
Tras el golpe de Estado del 30 de junio de 1989, el Frente Islámico Nacional se disolvió inmediatamente, formando un nuevo partido, El Congreso Nacional (Al Mu ́tamar Al Watani). Se declarará partido político oficial en febrero de 1998, liderado por Al-Bashir. Este nuevo partido abogaba por un pluralismo religioso, en lugar de una democracia pluripartidista. El gobierno de al-Bashir anunció el 31 de diciembre de 1990 la aplicación de la legislación islámica en las provincias septentrionales, exceptuando las provincias meridionales en las que podía recurrirse al derecho consuetudinario. En marzo de 1991 se anunció la introducción del código penal islámico y en julio de ese mismo año la nueva Ley de Familia islamizada. La aplicación de estas nuevas medidas fue encargada a los cuerpos guardianes de la moral, la Policía Popular. La política del Congreso Nacional se alejó cada vez más de los pilares que han sido establecidos el Frente Islámico Nacional. Según los informes de Amnistía Internacional, la Organización árabe de los Derechos humanos y Sudan Human Rights, afirman que desde los años noventa se vio un aumento progresivo en las víctimas de los excesos cometidos por los cuerpos de seguridad, así como la repercusión política de los activistas.
El inicio del Congreso Nacional dio por terminado al Frente Islámico Nacional como uno de los partidos más modernizadores y al mismo tiempo la ruptura entre los dos grandes líderes Al-Turabi y Al-Bachir.  Su logro más efectivo tras su llegada al poder fue el alto de fuego definitivo en el Sur del país.